# 18887 Yiliuchen
18887 Yiliuchen è un asteroide della fascia principale. Scoperto nel 2000, presenta un'orbita caratterizzata da un semiasse maggiore pari a 2,3036043 UA e da un'eccentricità di 0,1683728, inclinata di 6,71363° rispetto all'eclittica.